# 쉬안즈
쉬안즈(중국어 정체자: 許安植, 병음: Xû Ānzhí, 한자음: 허안식, Wilson Hsu, 1992년 7월 29일 ~ )는 대만의 배우이다.